# Дубове (заказник)
Дубове — гідрологічний заказник місцевого значення розташовано у Котелевської селищній громаді Полтавського району Полтавській області України. Заказник був створено Рішенням Полтавського облвиконкому від 28.12.1982 № 671. Територія заказника розташовано в долині річки Ворскла, лівої притоки Дніпра, в лісостеповій природній зоні України.

## Опис
Гідрологічний заказник «Дуброве» знаходиться 4 км на південний схід від смт Котельва. Власником земельної ділянки заказника є Котелевська селищна громада. Площа заказника становить 40,0 га. «Дуброве» створено для охорони цінних водно-болотних угідь в басейні річки Ворскла. На території переважають евтрофні болота з домінуванням рогозів вузьколистого та широколистого, осоки дернистої. Існують ділянки з торф'янистими луками, на яких росте щучник дернистий та осока шершава. На прибережних ділянках суходолу зустрічається хвощ річковий, куга озерна, а в воді — жабурник звичайний, завитка ряснокоренева, ряска триборозниста.
Флора заказника нараховує більш як 300 видів, з яких 6 у списках збереження. Червонокнижні рослини заказника: плодоріжка болотна, косарики тонкі, зозульки м'ясо-червоні, зозульки Фукса. На регіональному рівні охороняються вербозілля китицецвіте та оман високий.
На території заказника охороняється 27 видів тварин. Червонокнижні види птахів гідрологічного заказника «Дуброве»: лелека чорний, підорлик малий та великий, змієїд, поручайник, журавель сірий, голуб-синяк, сорокопуд сірий, шуліка чорний. Ссавці, які мешкають у заказнику та занесені до Червоної книги України це горностай та нетопир лісовий. До регіонального списку охорони видів входять такі тварини: бобер, птахи: осоїд, кібчик, вальдшнеп, волове очко, мухоловка, дрізд-омелюх; плазуни: гадюка.
Гідрологічний заказник «Дуброве» є територією для гніздування та перебування під час міграцій птахів, для відтворення болотної та водоплавної дичини. Також гідрологічні об'єкти заказника впливають на формування мікроклімату, регулюють рівень ґрунтових вод та водний режим річок.